# Caso prosecutivo
El caso prosecutivo es un caso gramatical que se encuentra en los idiomas tundra nenets y en Protoeuskera. Ésta es una variante del caso prolativo. Se emplea para describir un movimiento utilizando una superficie o camino (ej: en el camino que llevaba a casa)